# Jeong Hye-Rim
Jeong Hye-Rim (1999) es una deportista surcoreana que compite en triatlón. Ganó una medalla en los Juegos Asiáticos de 2014, y tres medallas en el Campeonato Asiático de Triatlón entre los años 2015 y 2017.

## Palmarés internacional
| Juegos Asiáticos    | Juegos Asiáticos        | Juegos Asiáticos | Juegos Asiáticos |
| Año                 | Lugar                   | Medalla          | Prueba           |
| ------------------- | ----------------------- | ---------------- | ---------------- |
| 2014                | Incheon (Corea del Sur) | Medalla de plata | Relevo mixto     |
| Campeonato Asiático |                         |                  |                  |
| Año                 | Lugar                   | Medalla          | Prueba           |
| 2015                | Nueva Taipéi (Taiwán)   | Medalla de plata | Relevo mixto     |
| 2016                | Hatsukaichi (Japón)     | Medalla de oro   | Relevo mixto     |
| 2017                | Palembang (Indonesia)   | Medalla de plata | Relevo mixto     |